# 名古屋市立中根小学校
名古屋市立中根小学校（なごやしりつ なかねしょうがっこう）は、名古屋市瑞穂区井の元町にある公立小学校。

## 教育目標
1. 豊かな心
2. 確かな学力
3. 健やかな心身をもった子どもの育成

## 歴史
1968年（昭和43年）、名古屋市立弥富小学校分校として設立される。1971年（昭和46年）4月1日に名古屋市立中根小学校として独立を果たしている。

### 児童数の変遷
『愛知県小中学校誌』（2018年）によると、児童数の変遷は以下の通りである。
| 1971年（昭和46年） | 912人 |  |
| 1977年（昭和52年） | 996人 |  |
| 1987年（昭和62年） | 944人 |  |
| 1997年（平成9年）  | 672人 |  |
| 2007年（平成19年） | 521人 |  |
| 2017年（平成29年） | 577人 |  |

## 通学区域
所管する名古屋市教育委員会は、2018年（平成30年）9月1日現在、瑞穂区のうち、井の元町・片坂町2～3丁目・軍水町2～3丁目・白砂町・関取町・中根町・仁所町・丸根町の全域および軍水町1丁目・弥富通2～5丁目の各一部を通学区域として指定している。
また、卒業後の進学先は名古屋市立萩山中学校となっている。

## 交通アクセス
- 名古屋市営バス弥富通四丁目停留所が最寄りバス停である[WEB 1]。

### WEB
1. 1 2  名古屋市役所教育委員会事務局総務部企画経理課企画統計係 (2018年9月18日). “瑞穂区の小・中学校一覧”.   名古屋市. 2018年11月14日閲覧。
2. ↑  名古屋市教育委員会事務局総務部教育環境計画室計画係 (2018年9月1日). “名古屋市立小・中学校の通学区域一覧（瑞穂区）” (PDF).   名古屋市. 2018年11月15日閲覧。
3. ↑  名古屋市教育委員会事務局総務部教育環境計画室計画係 (2018年4月1日). “名古屋市立中学校区一覧（小→中）” (PDF).   名古屋市. 2018年11月14日閲覧。

### 書籍
1. 1 2  瑞穂区制施行50周年記念事業実行委員会 1994, p. 545.
2. ↑  六三制教育七十周年記念 愛知県小中学校誌 合同記念誌編集特別委員会 2018, p. 217.